# Prepona sarumani
Prepona sarumani är en fjärilsart som beskrevs av John Smart 1975. Prepona sarumani ingår i släktet Prepona och familjen praktfjärilar. Inga underarter finns listade i Catalogue of Life.